# NGC 593
NGC 593 é uma galáxia lenticular (S0) localizada na direcção da constelação de Cetus. Possui uma declinação de -12° 21' 16" e uma ascensão recta de 1 horas, 32 minutos e 20,6 segundos.
A galáxia NGC 593 foi descoberta em 2 de Novembro de 1882 por Édouard Jean-Marie Stephan.